# Euphrasia ceramensis
Euphrasia ceramensis là loài thực vật có hoa thuộc họ Cỏ chổi. Loài này được P.Royen mô tả khoa học đầu tiên năm 1971.